# Bonellia macrocarpa
Bonellia macrocarpa là một loài thực vật có hoa trong họ Anh thảo. Loài này được (Cav.) B.Ståhl & Källersjö mô tả khoa học đầu tiên năm 2004.

## Hình ảnh

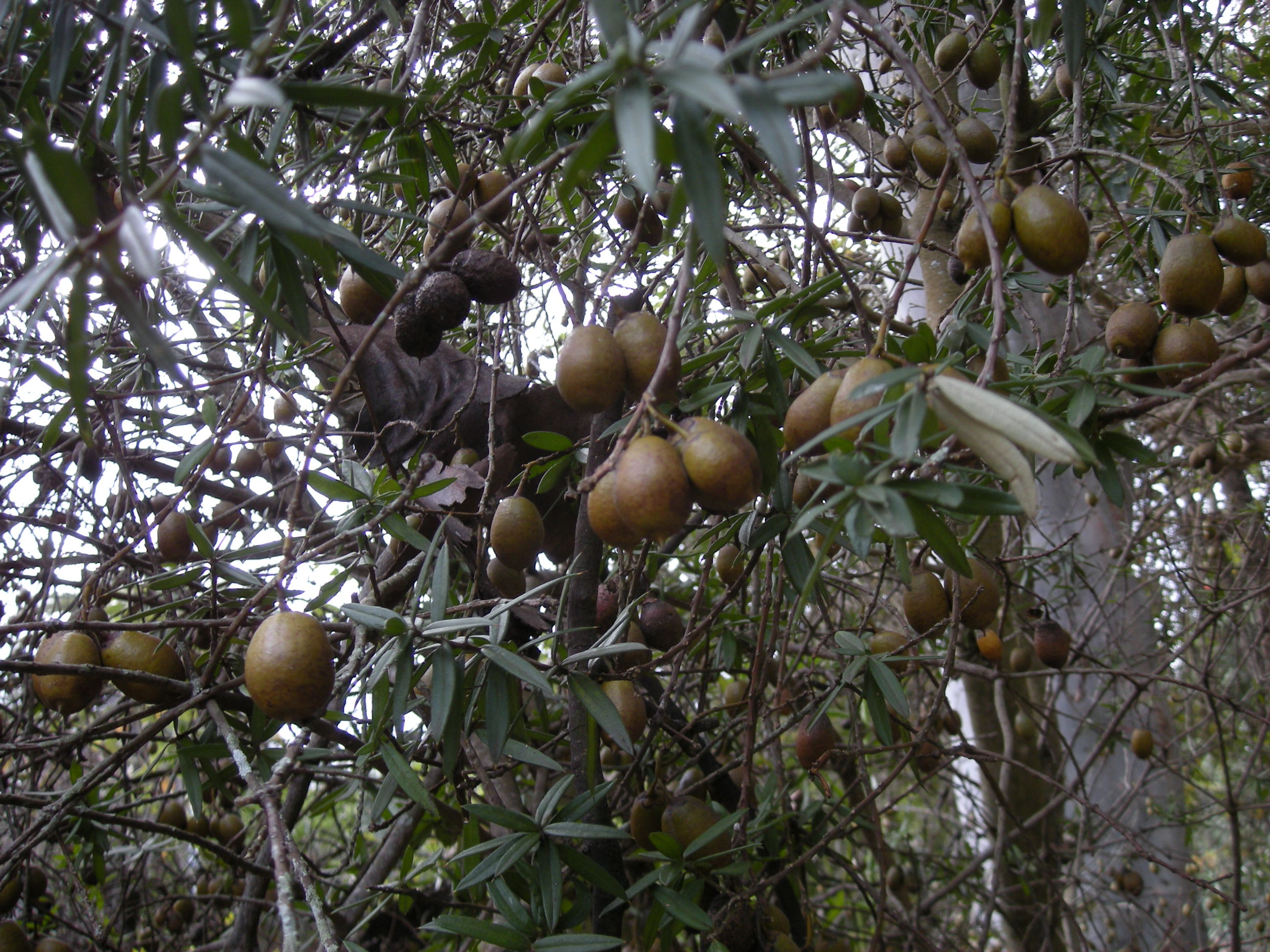
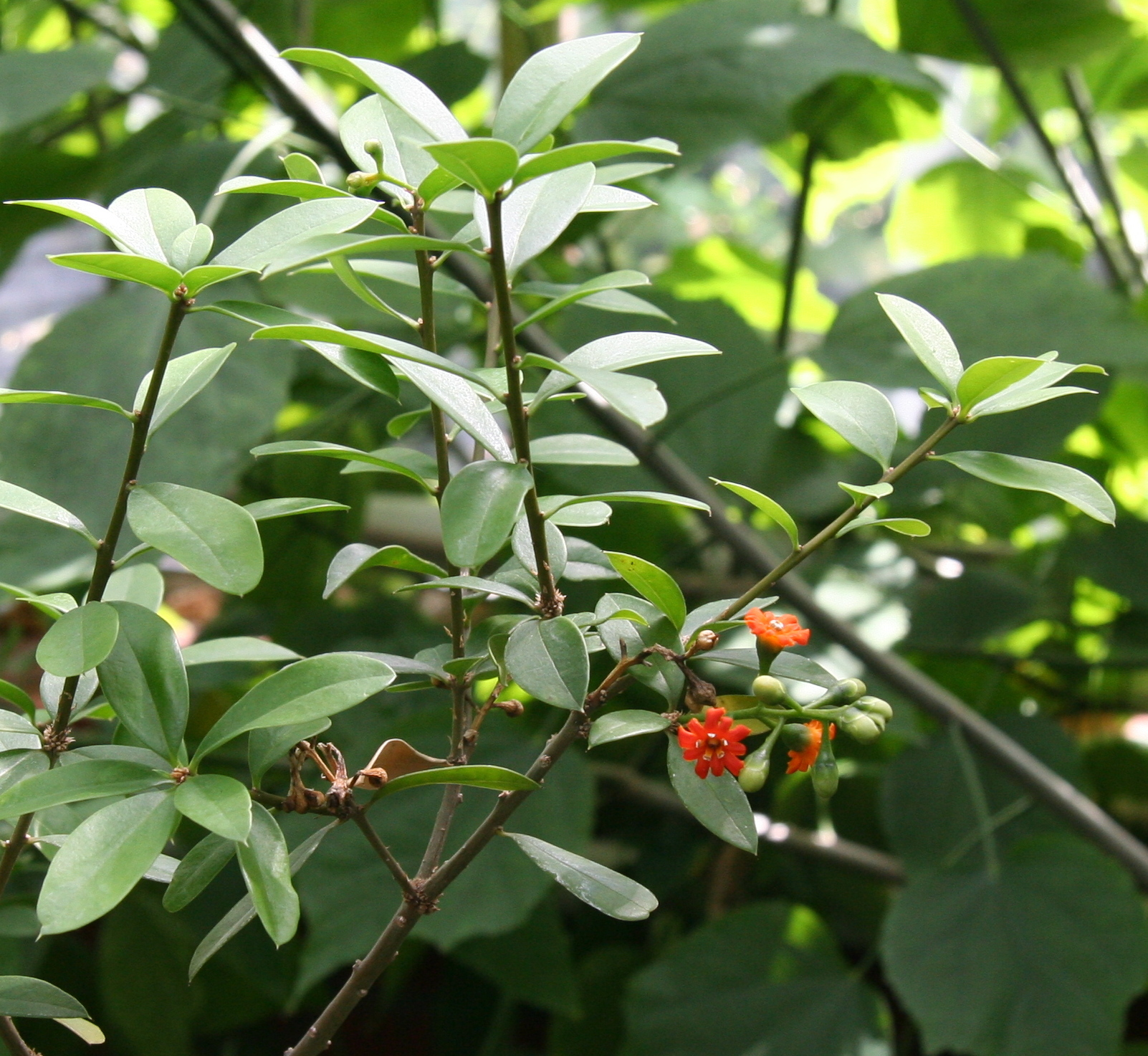